# Endasys paludicola
Endasys paludicola är en stekelart som först beskrevs av Charles Thomas Brues 1908.  Endasys paludicola ingår i släktet Endasys och familjen brokparasitsteklar. Inga underarter finns listade i Catalogue of Life.